# ジャン・ニコリ (フェリー)
ジャン・ニコリ（Jean Nicoli）は、フランスの海運会社コルシカ・リネアが所有・運航しているフェリー。

## 船歴
1998年、スウェーデン・ランズクルーナのブルーセン造船所 にて建造され、ギリシャの海運会社ミノアン・ラインズに引き渡されパシファエ（Pasiphae、ギリシャ語：Πασιφάη、パーシパエー）として、パトラ - アンコーナ航路に就航。その後、パシファエ・パレス（Pasiphae Palace）に改名。2009年にSNCMに売却され、ジャン・ニコリ（Jean Nicoli）と改名された。マルセイユ - アジャクシオ及びマルセイユ - ポルト＝ヴェッキオ航路に就航する。SNCMの破綻・清算によって、2016年にコルシカ・リネアに売却された。2020年には、SOxスクラバーを搭載しファンネルが長方形のものに交換された。2022年からはマグリブ各国への航路に就航。

## 船名
1943年にOVRA（反ファシズム警戒弾圧機構）に殺害されたコルシカ島のフランス・レジスタンスの戦士ジャン・ニコリにちなんで名付けられた。

## 船内
8デッキ
- 特等室（5名×12室）
- 室（4名×16室）
- ディスコ

7デッキ
- レストラン
- カフェバー
- ブティック
- スナックバー
- プール

6デッキ
- 室（4名×166室）
- 座席部屋

5デッキ
- 室（4名×30室）

## ギャラリー

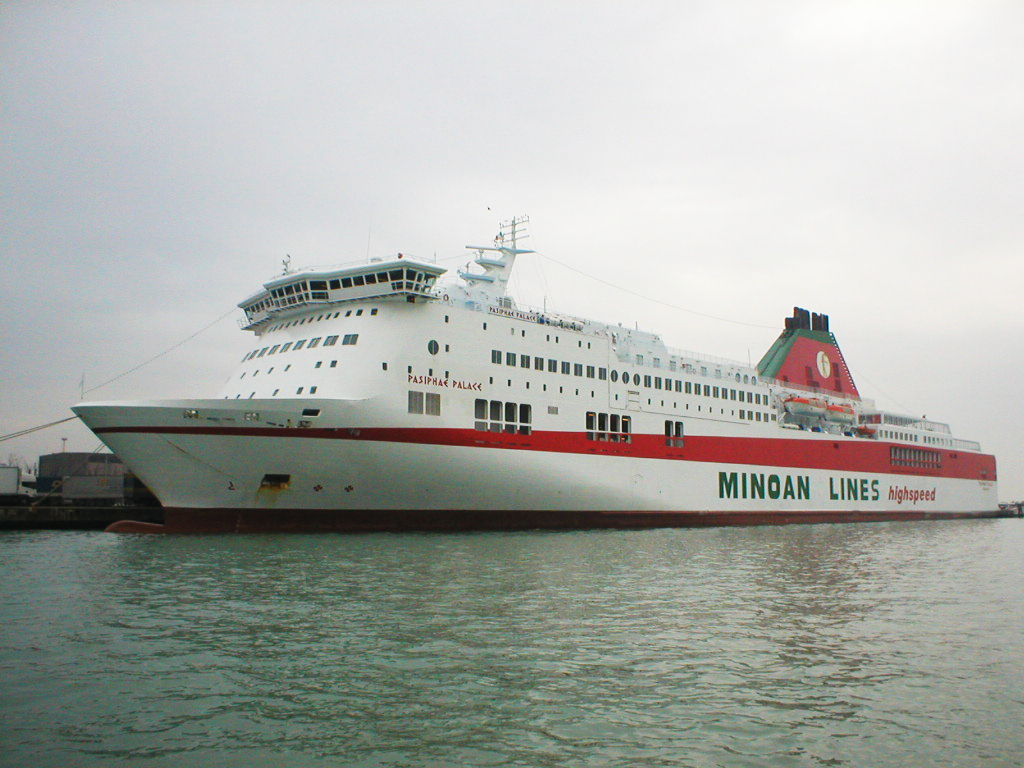
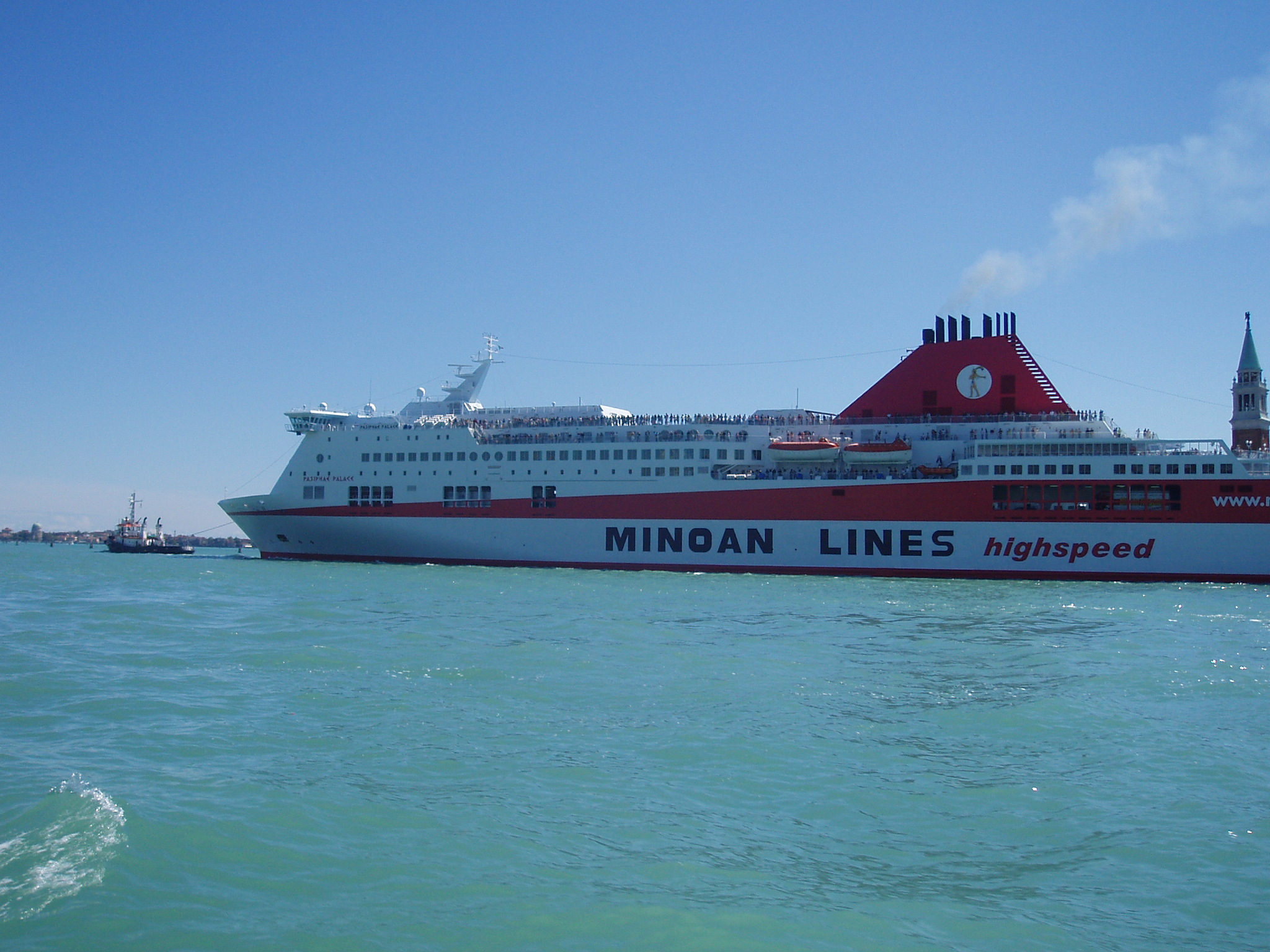

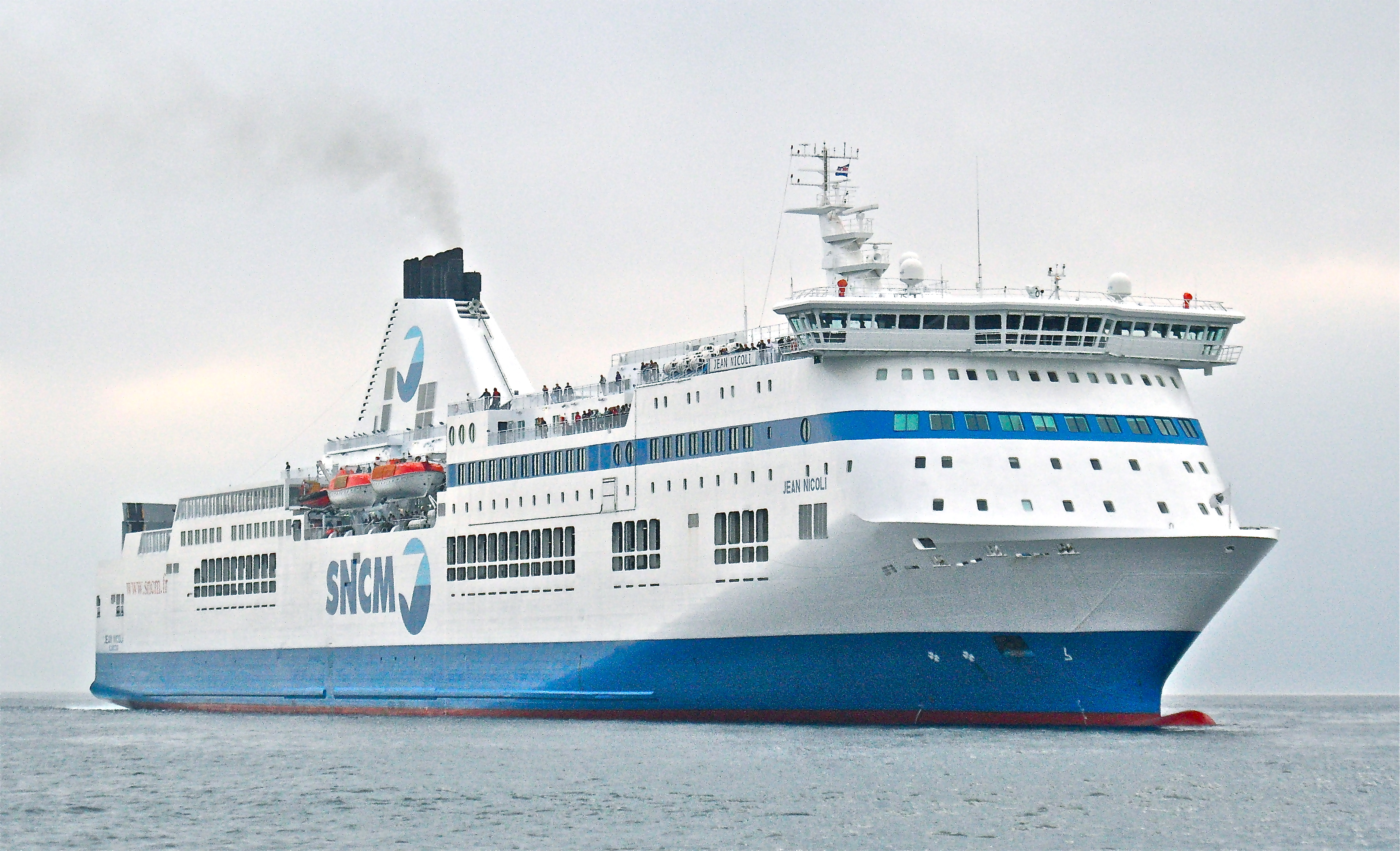
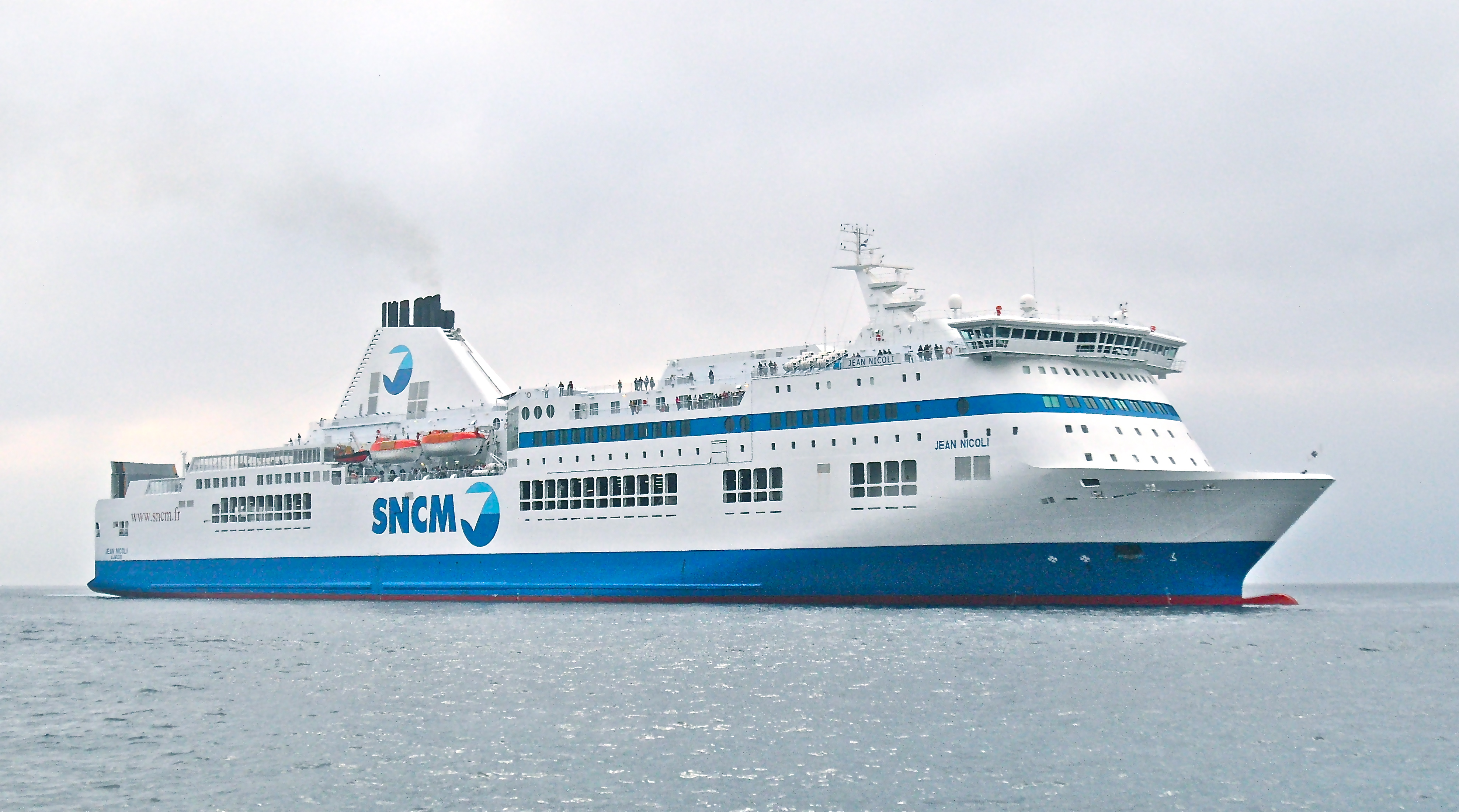
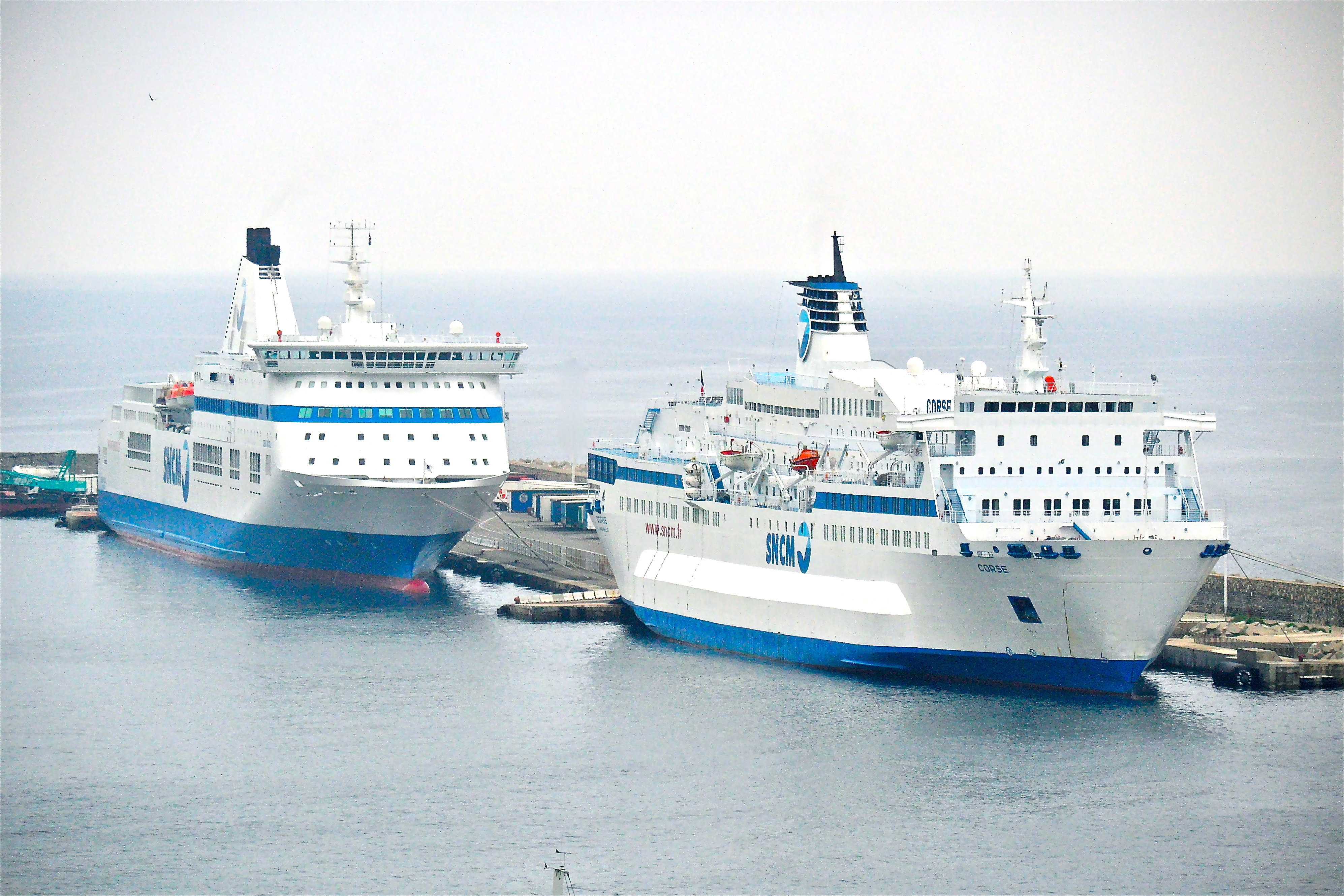
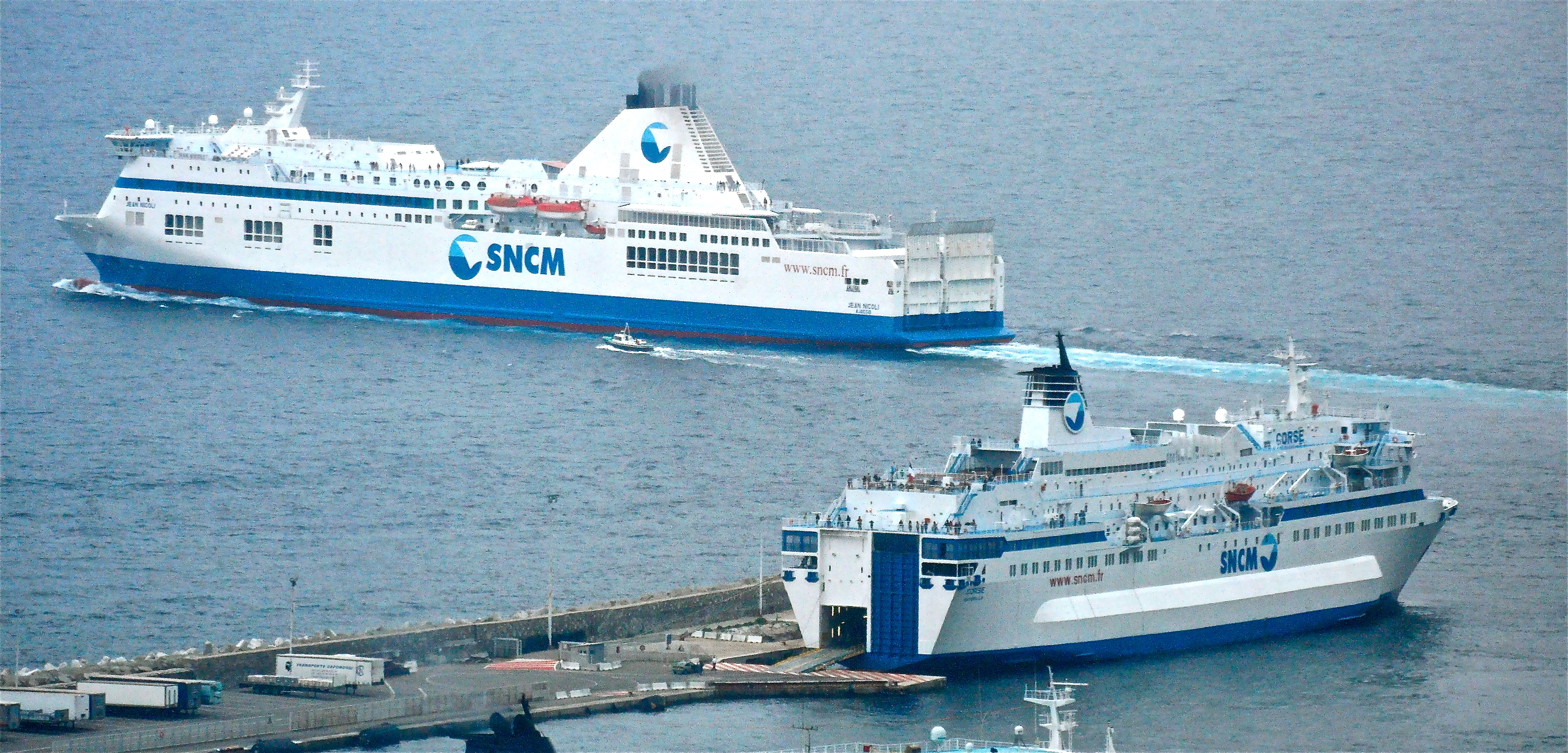
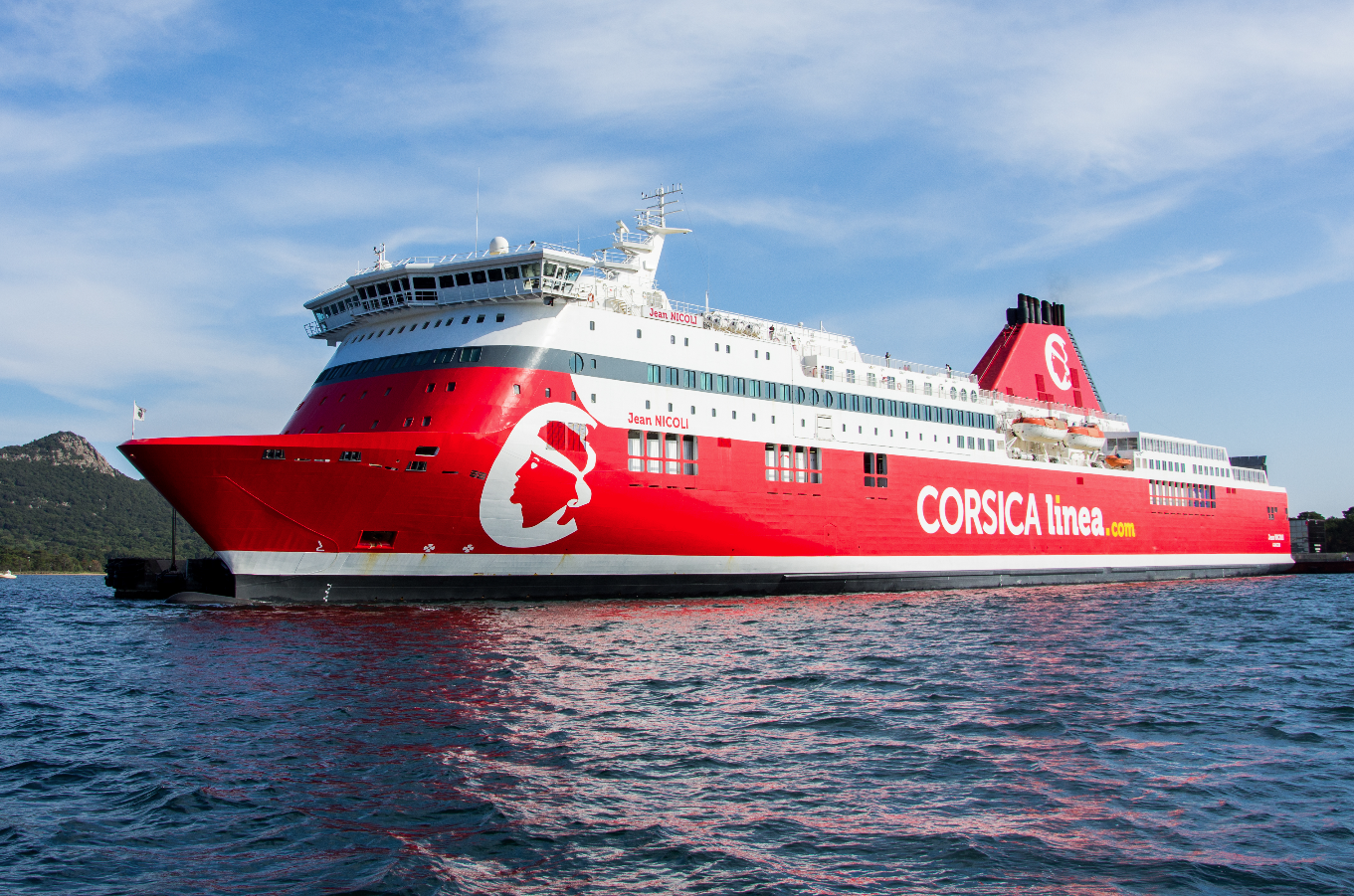
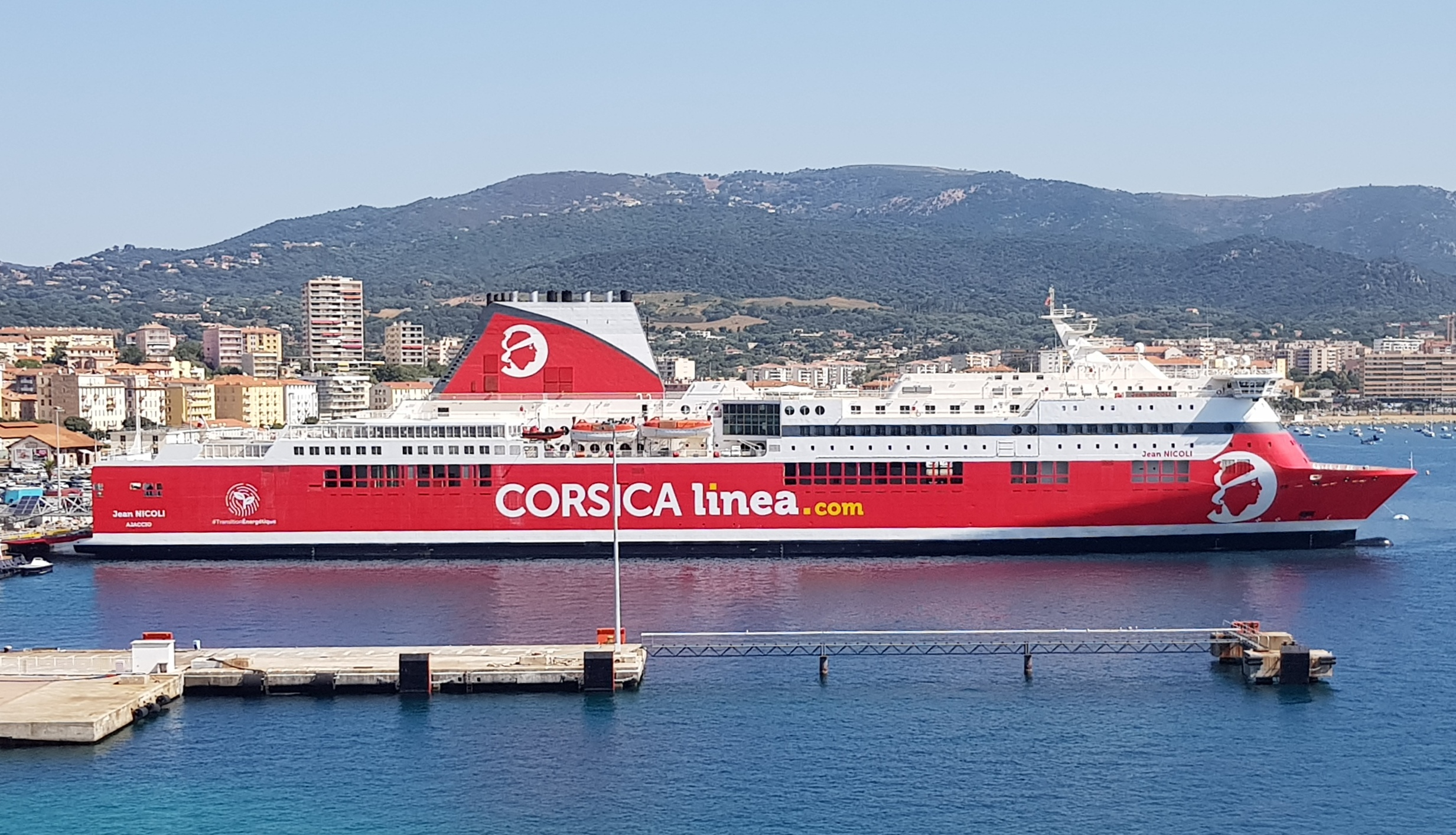
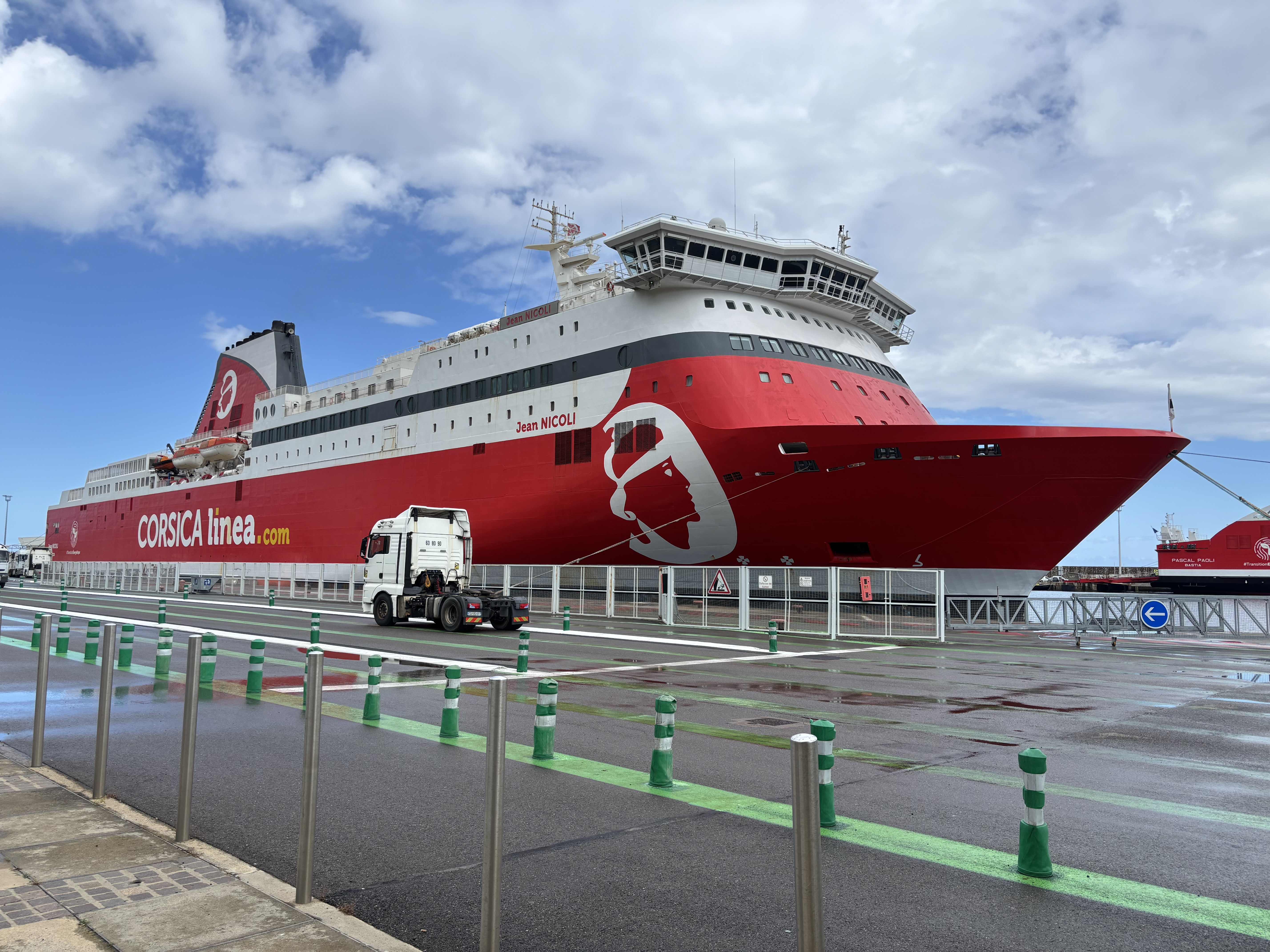
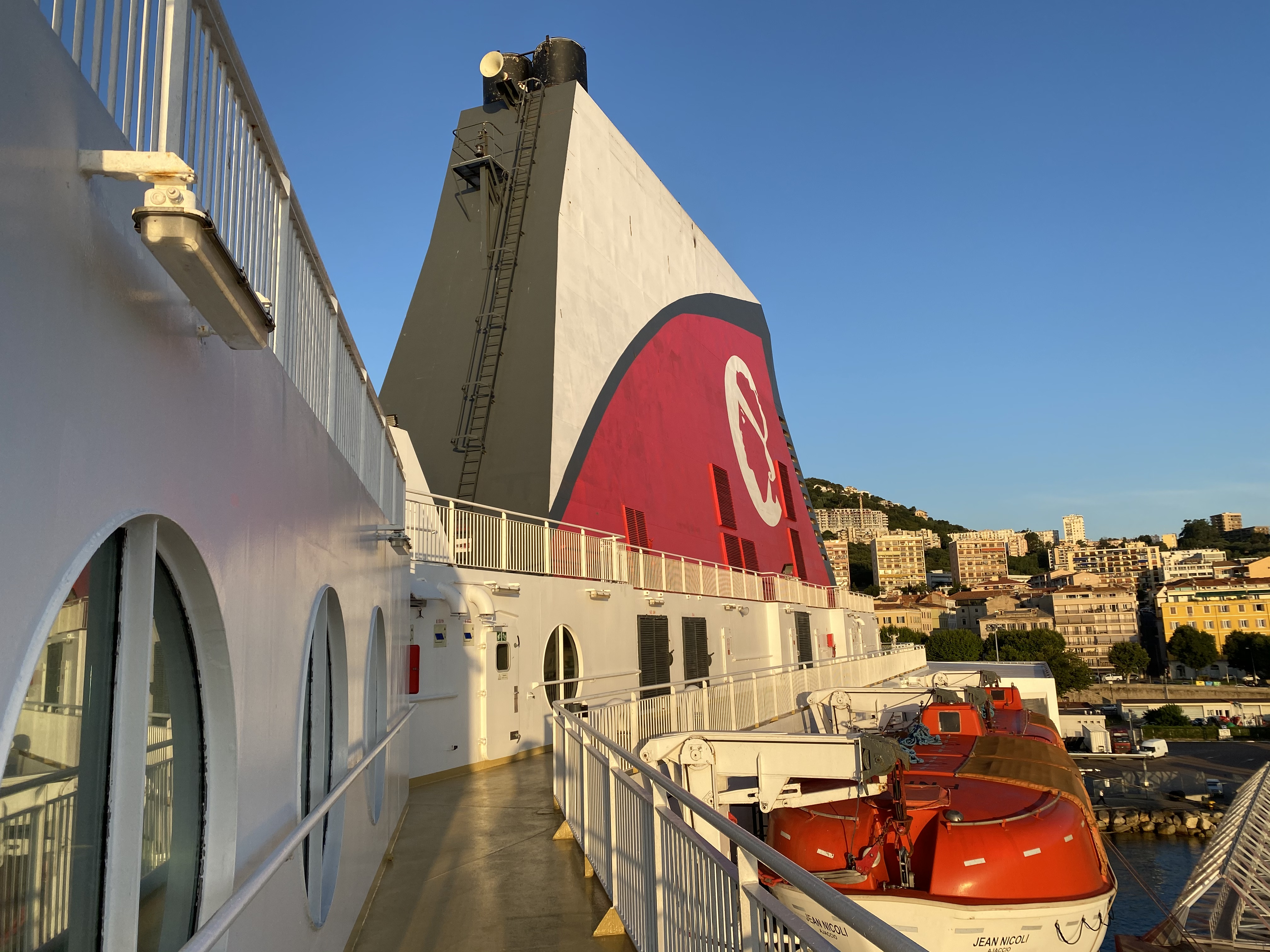

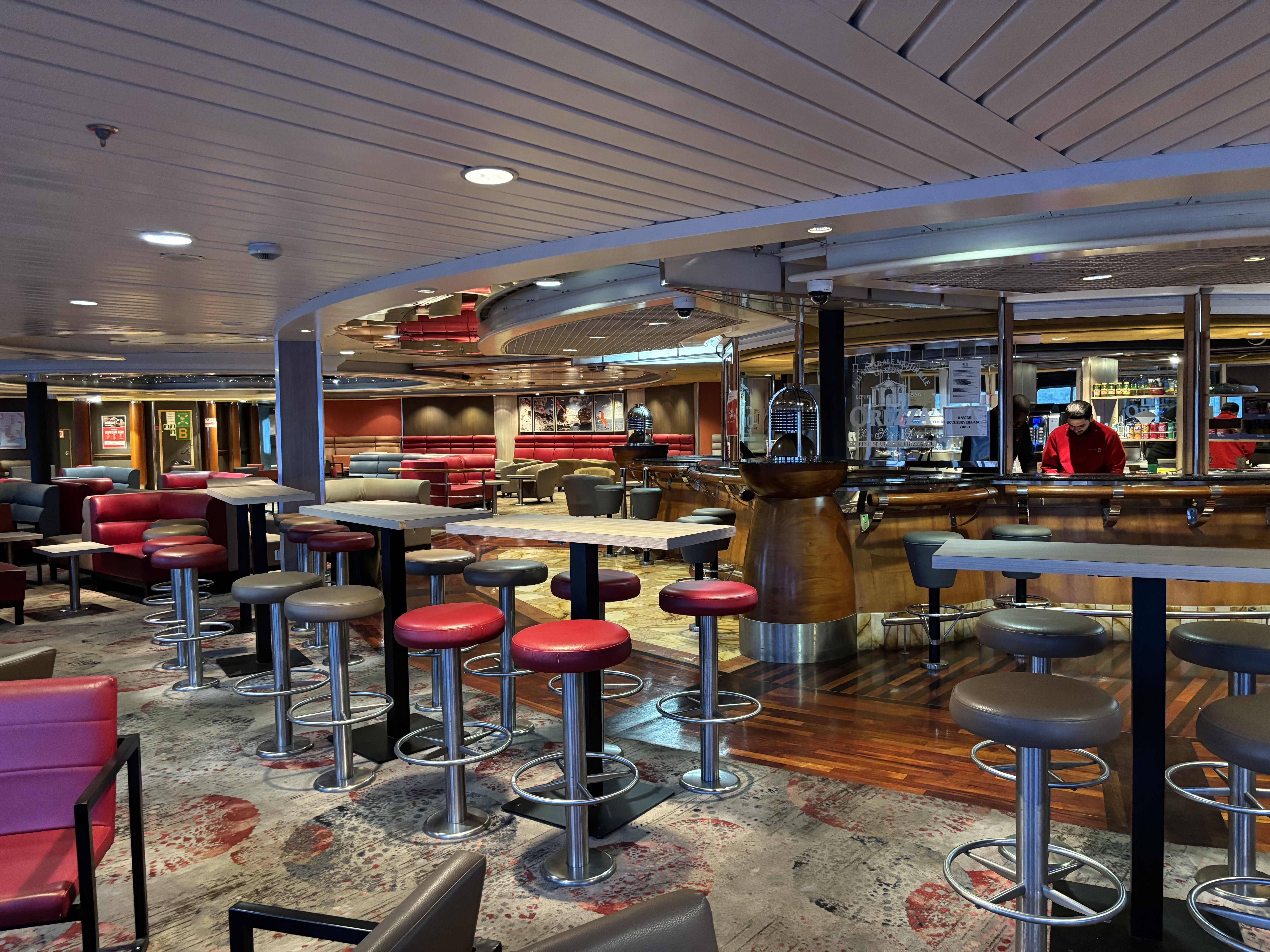
カフェバー
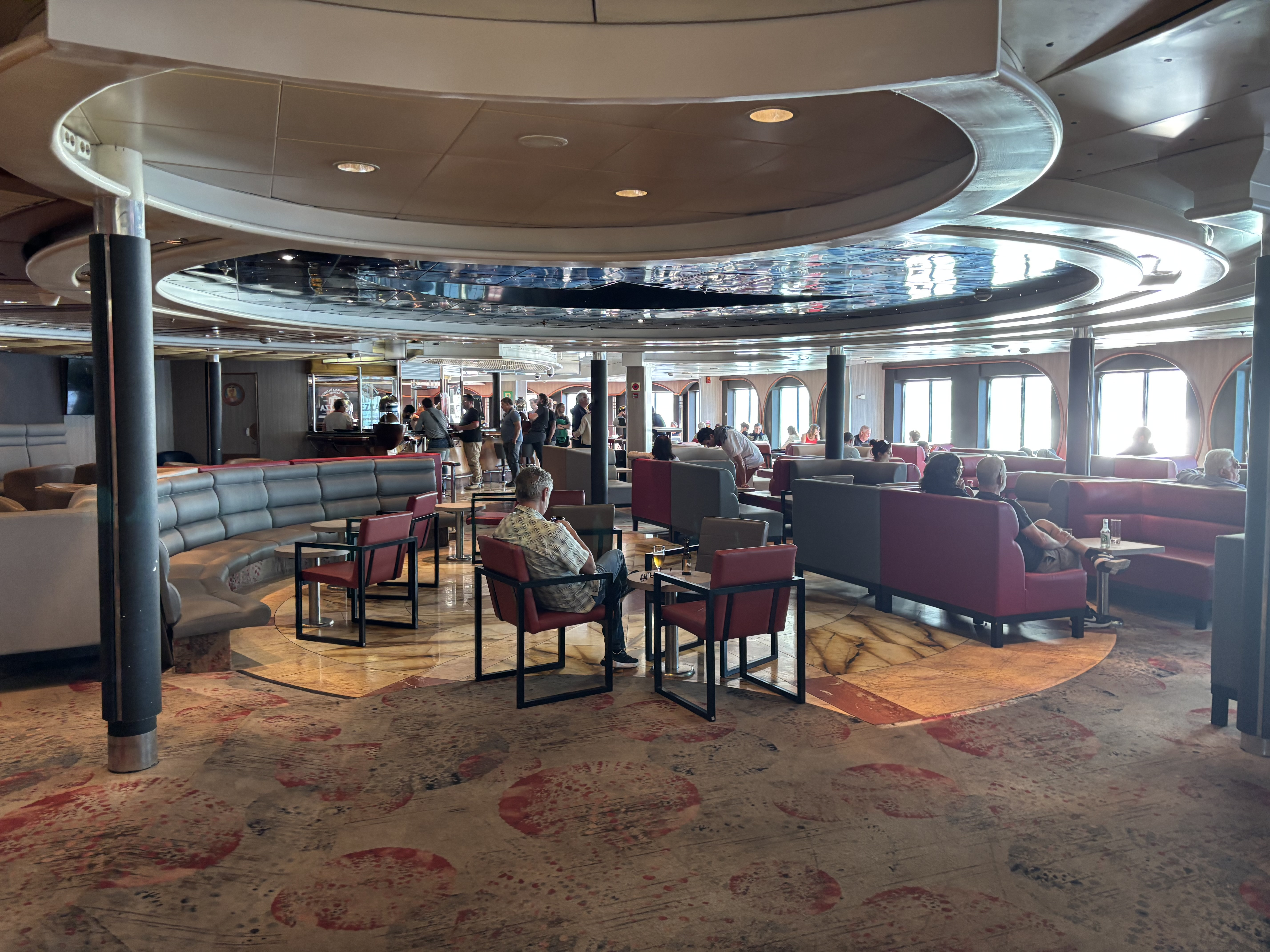
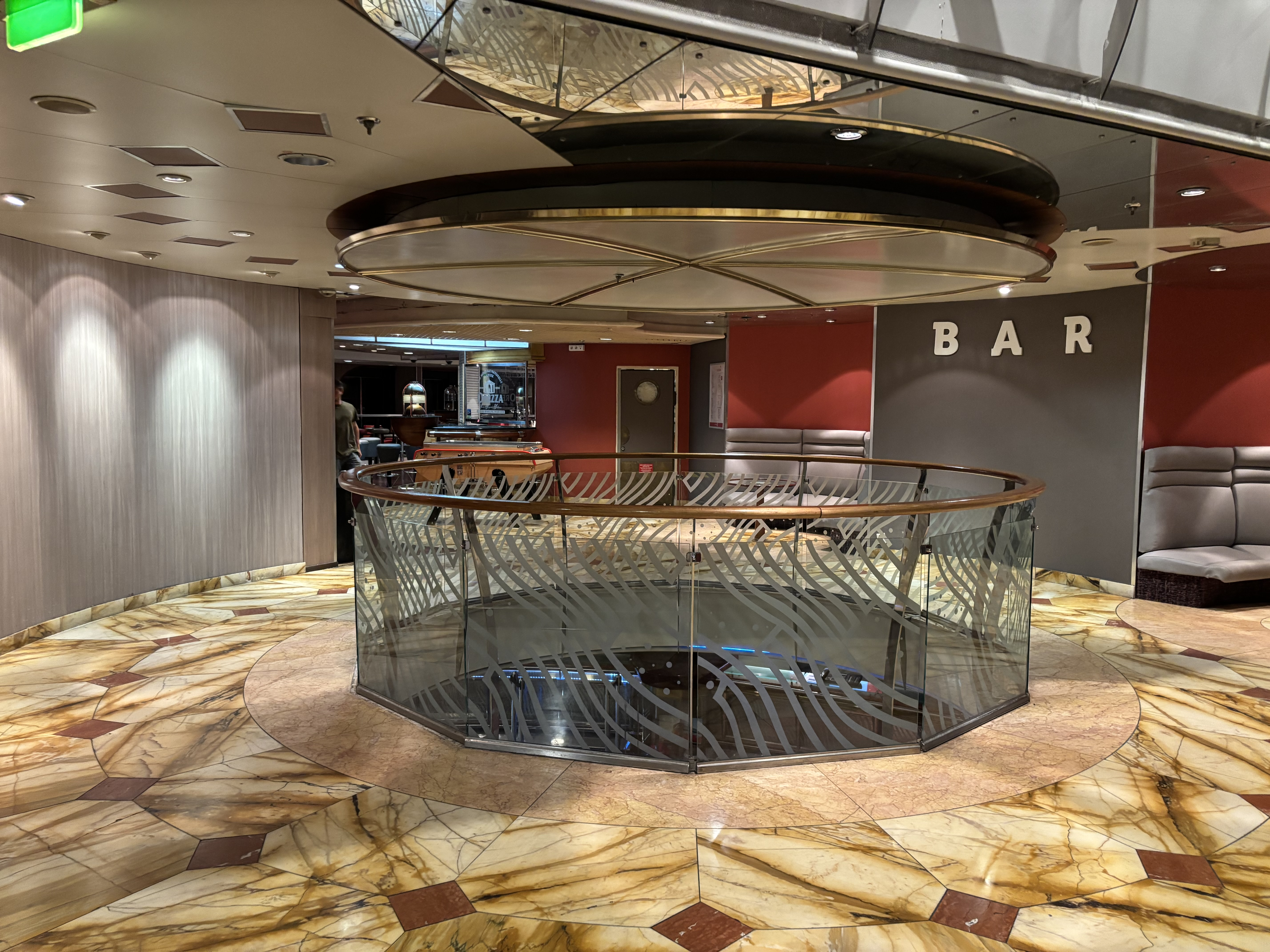
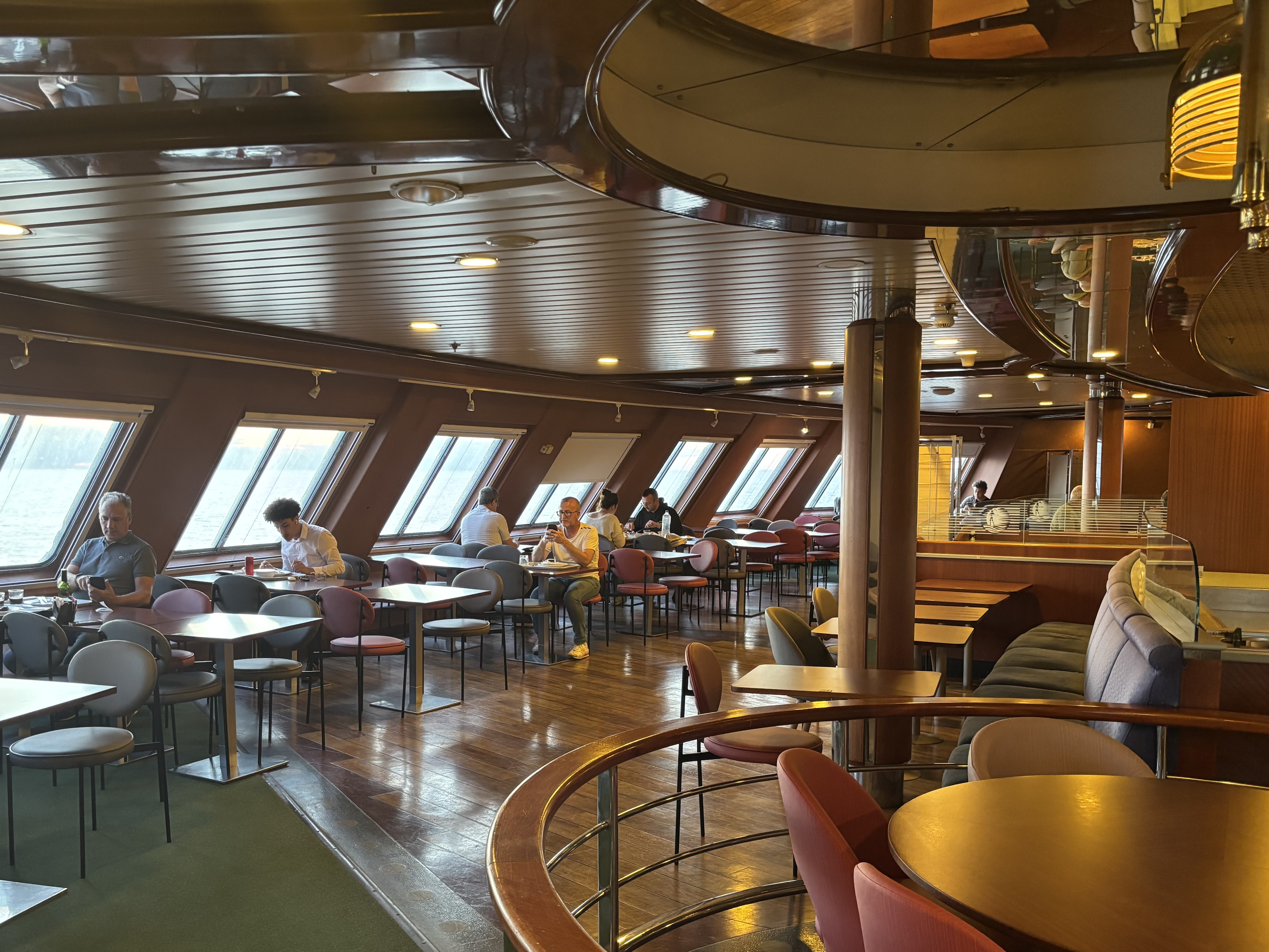
レストラン
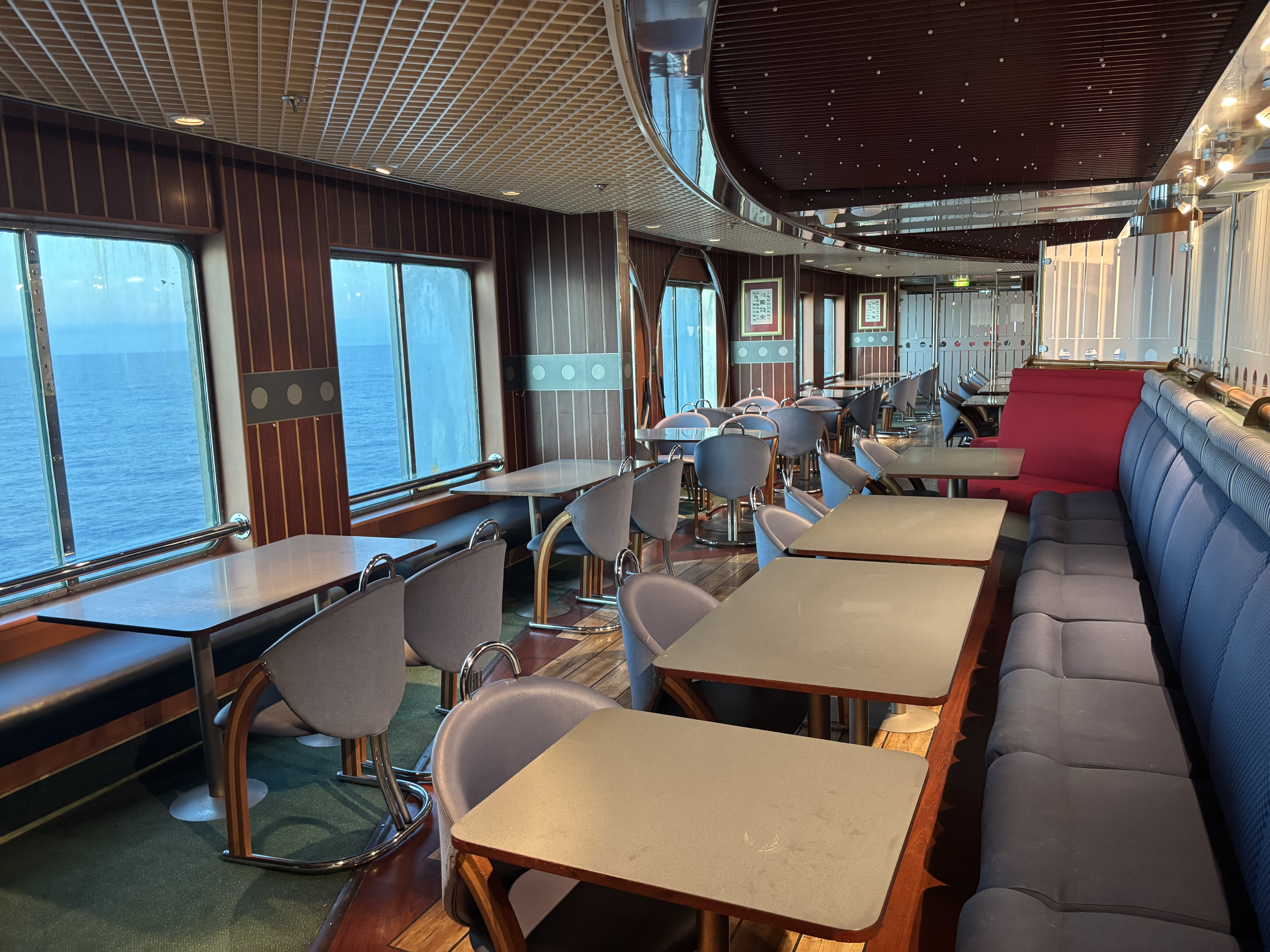
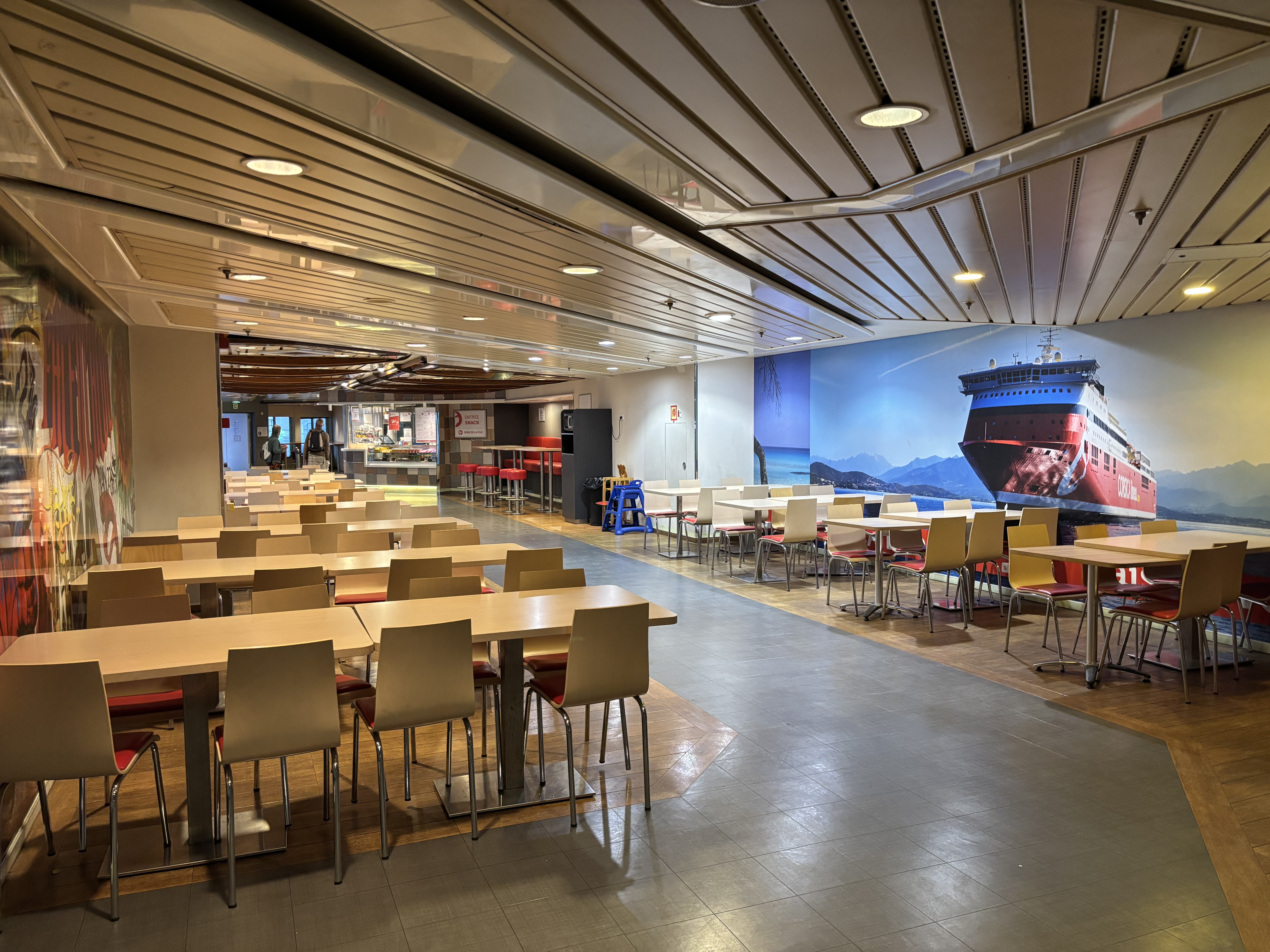
スナックバー
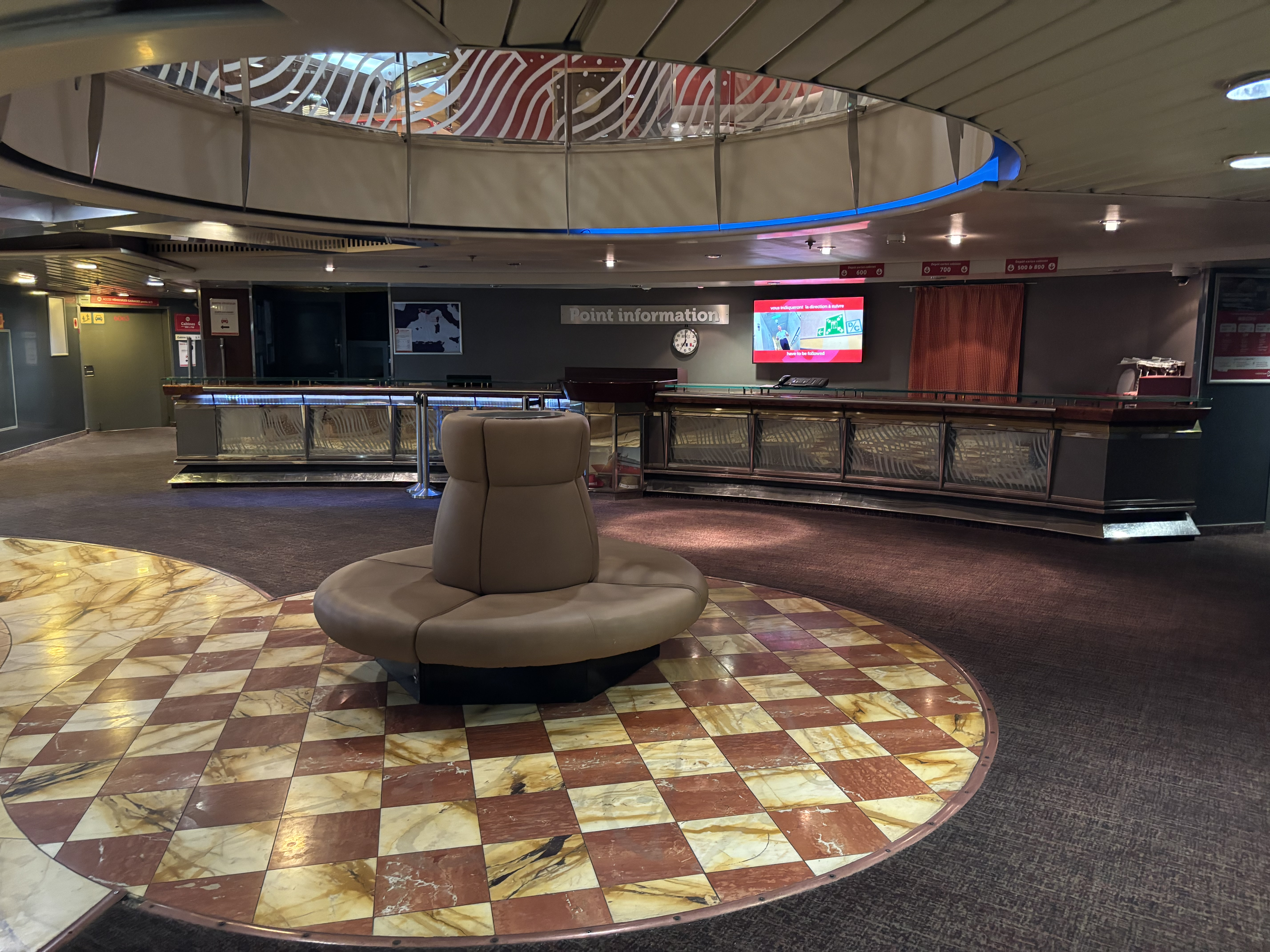
案内所
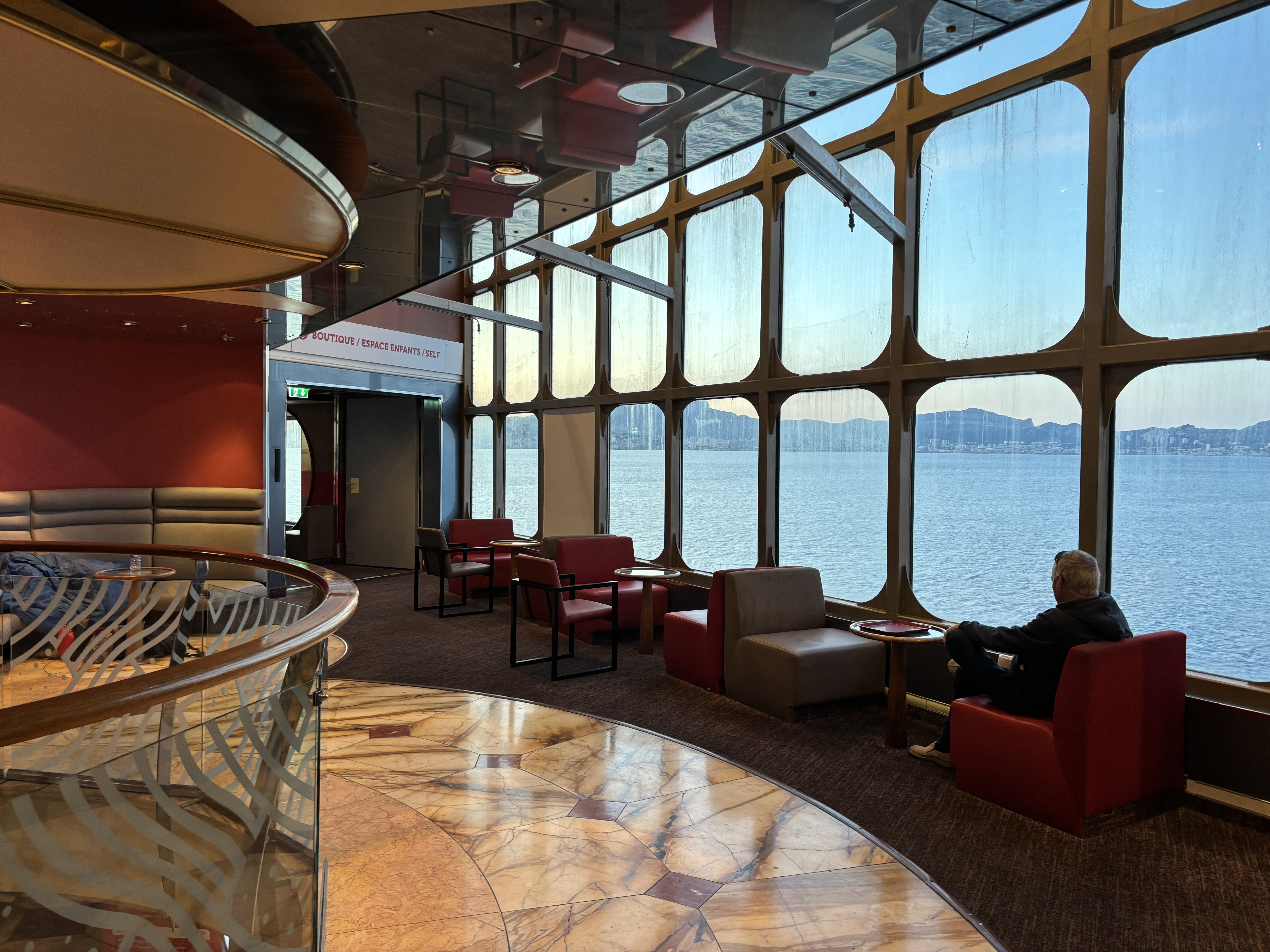
展望通路
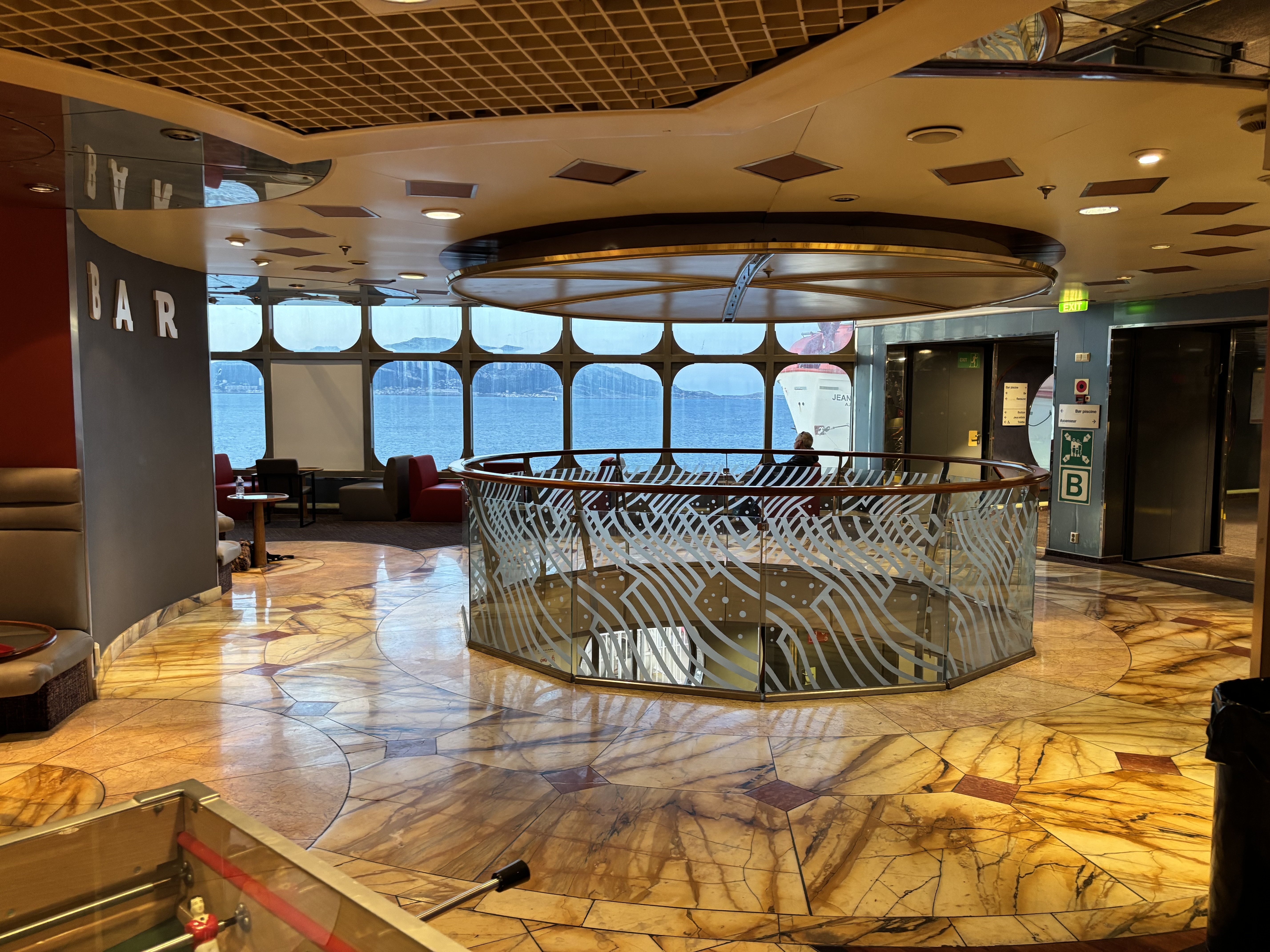
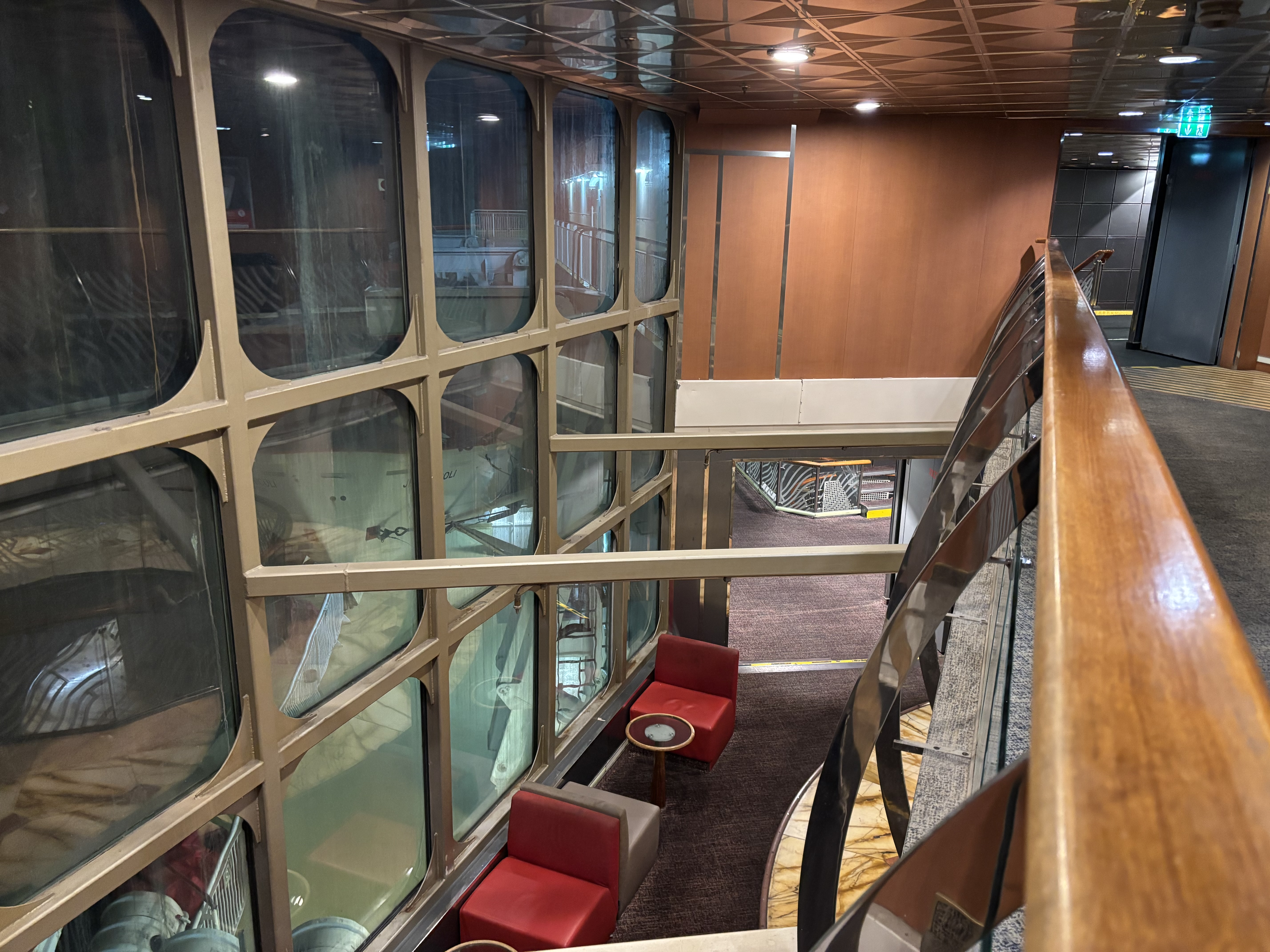
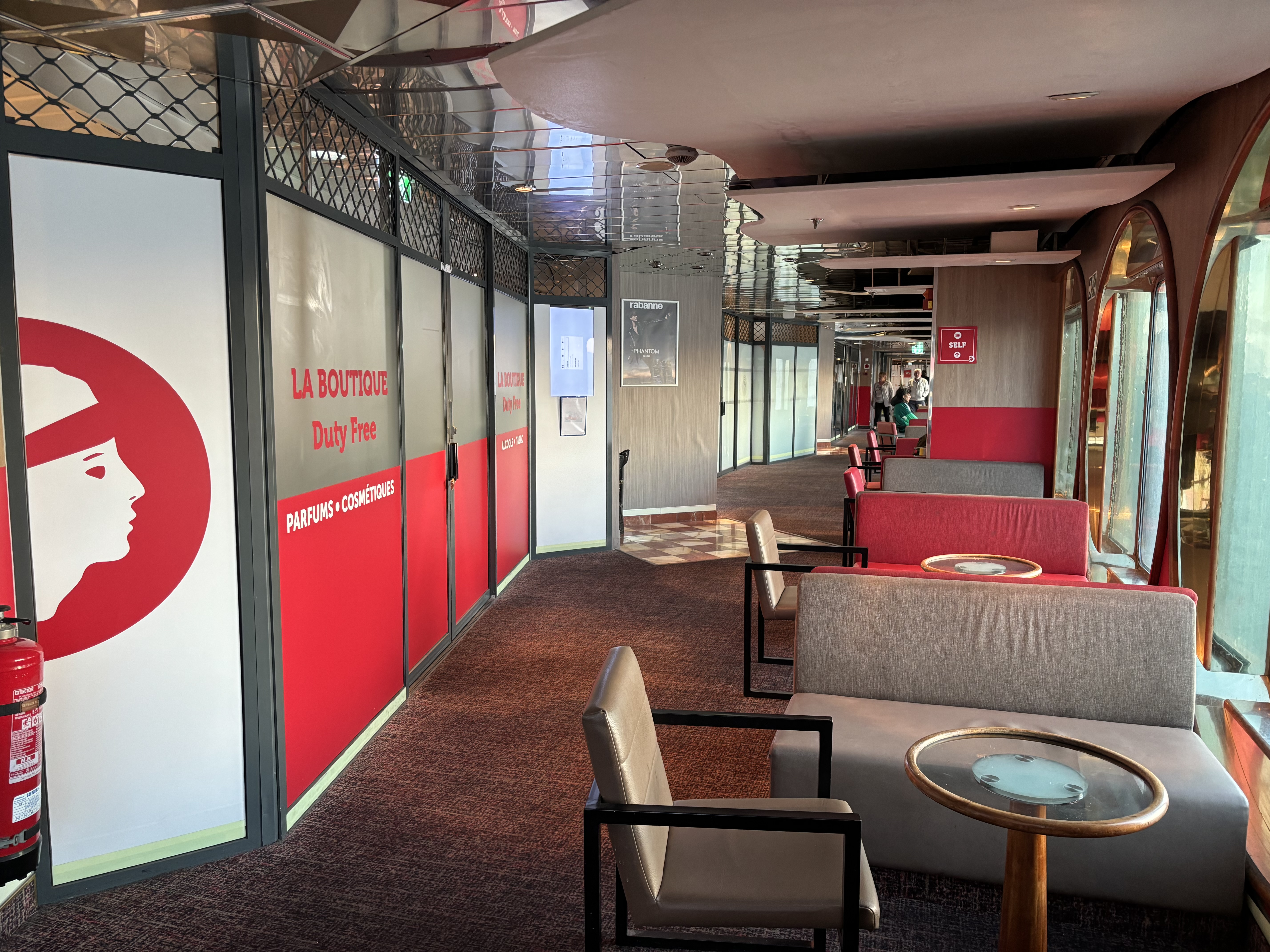
ブティック
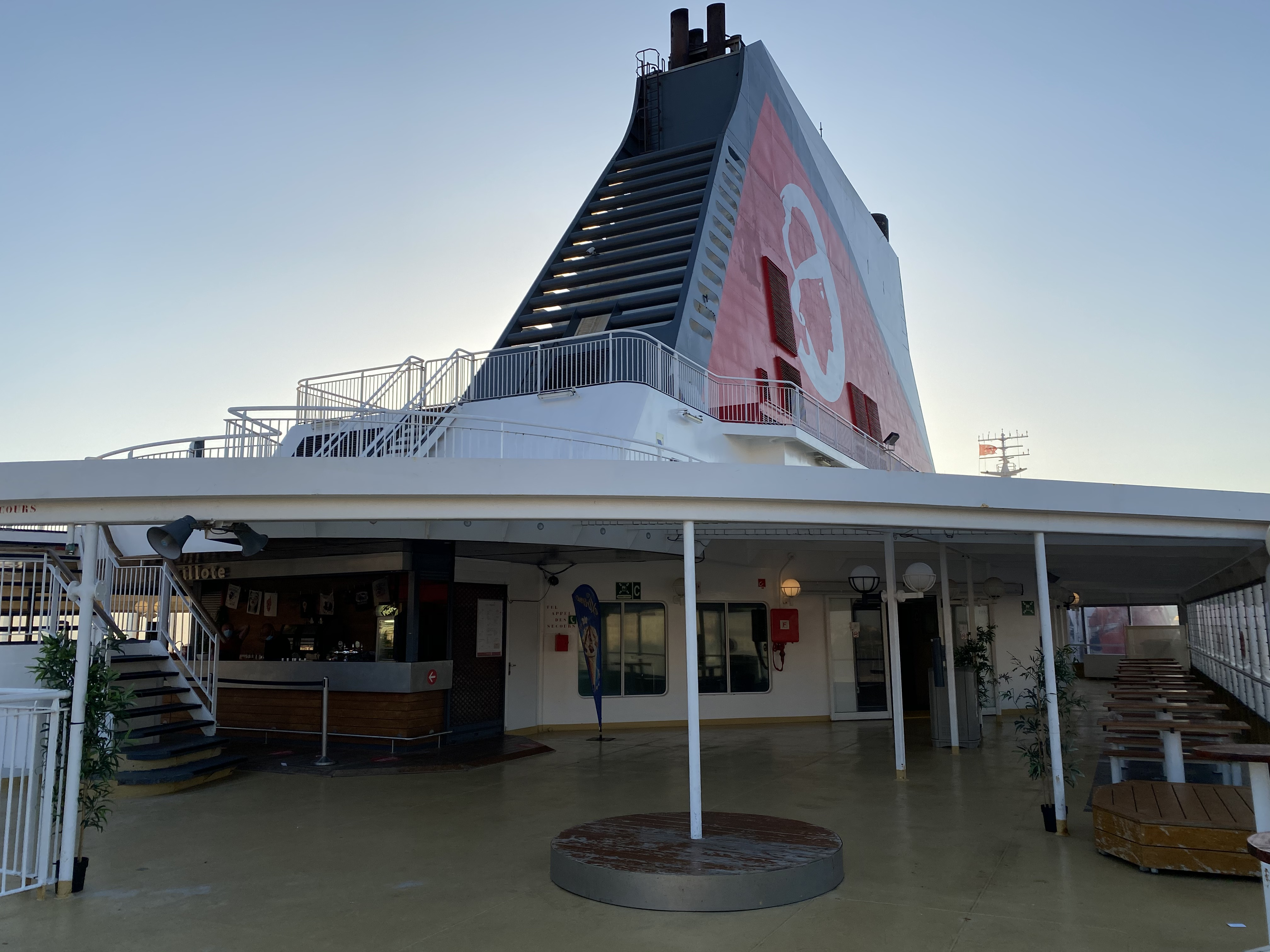
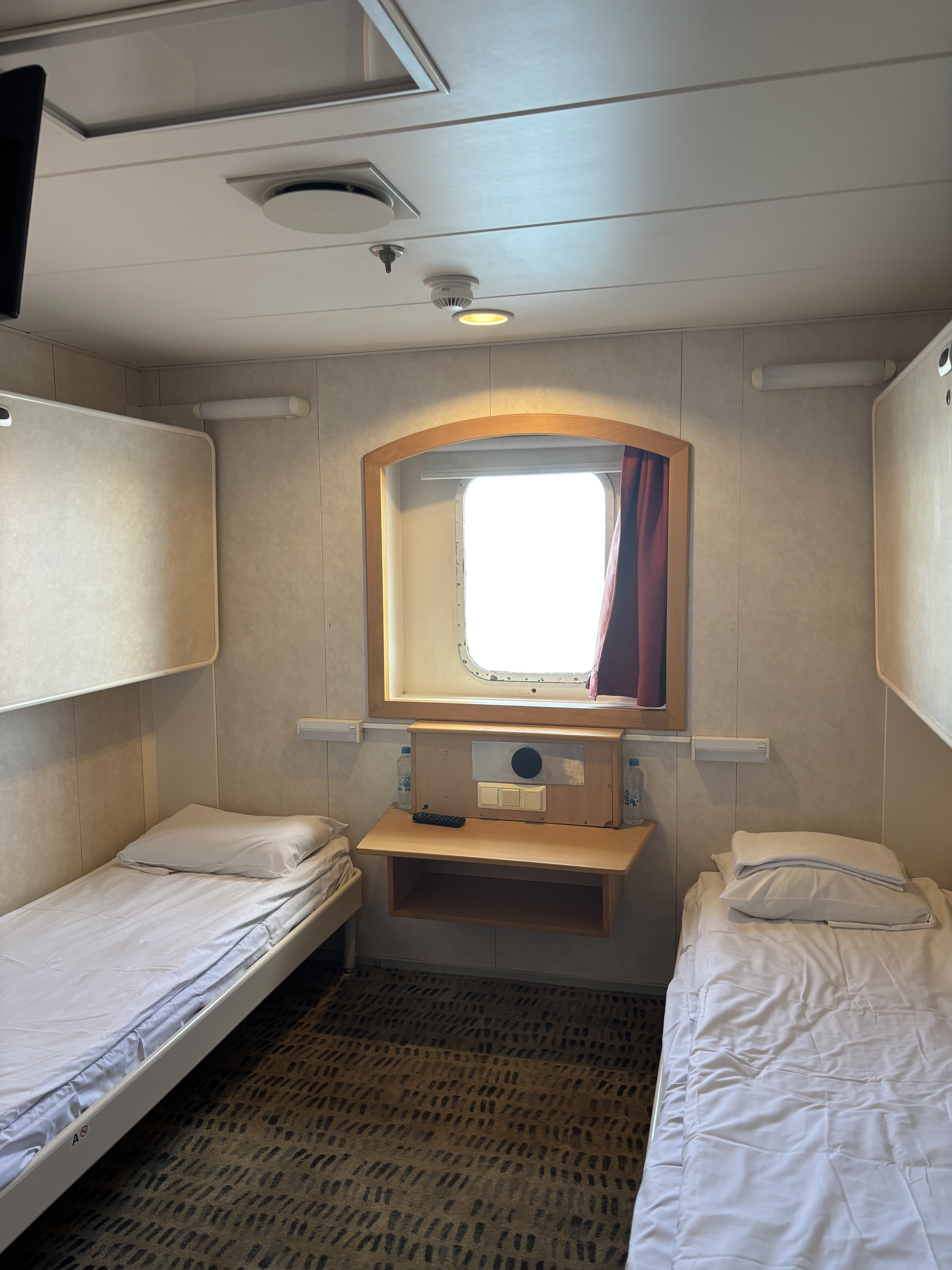
室
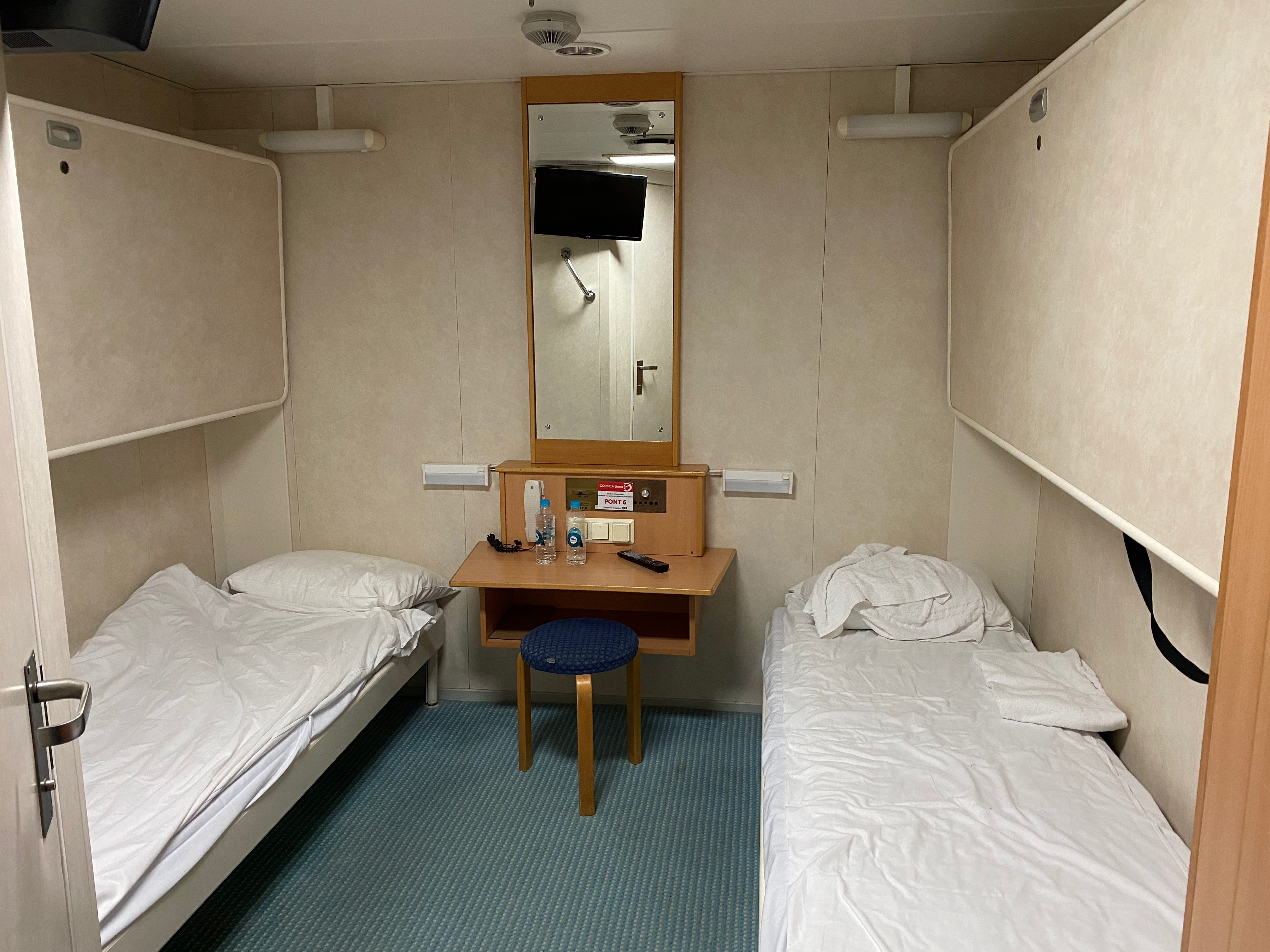
室
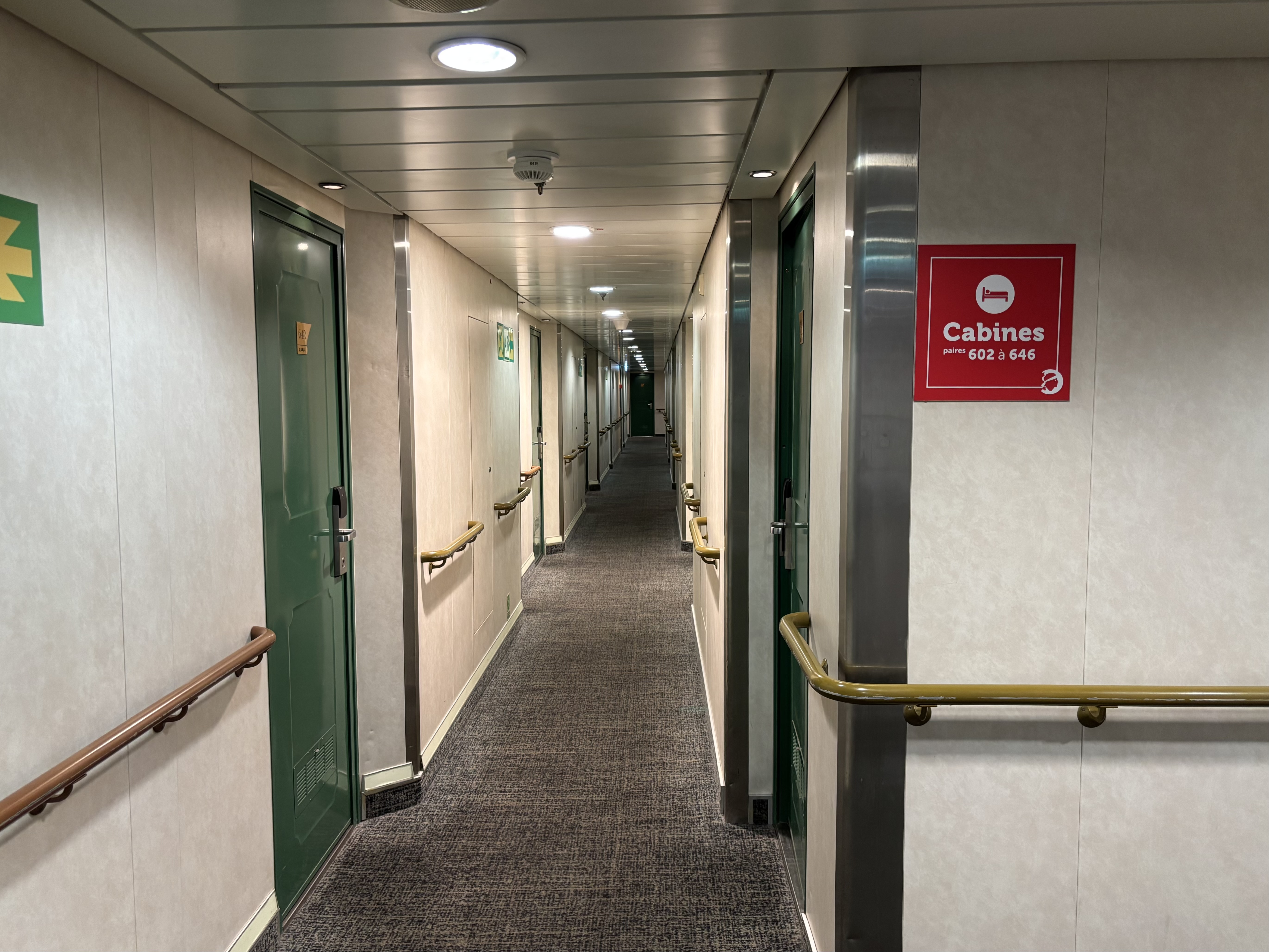

## 事故・インシデント

### 巨大波との衝突
2017年3月7日から8日の夜、アジャクシオ - マルセイユ航路で、ジャン・ニコリは巨大波に襲われた。乗組員は遭難信号を発し、トゥーロン港に避難。艦橋の窓が破壊され、航行システムが損傷した。ラ・セーヌ＝シュル＝メールで修理された。